# Reinhard Bonnke

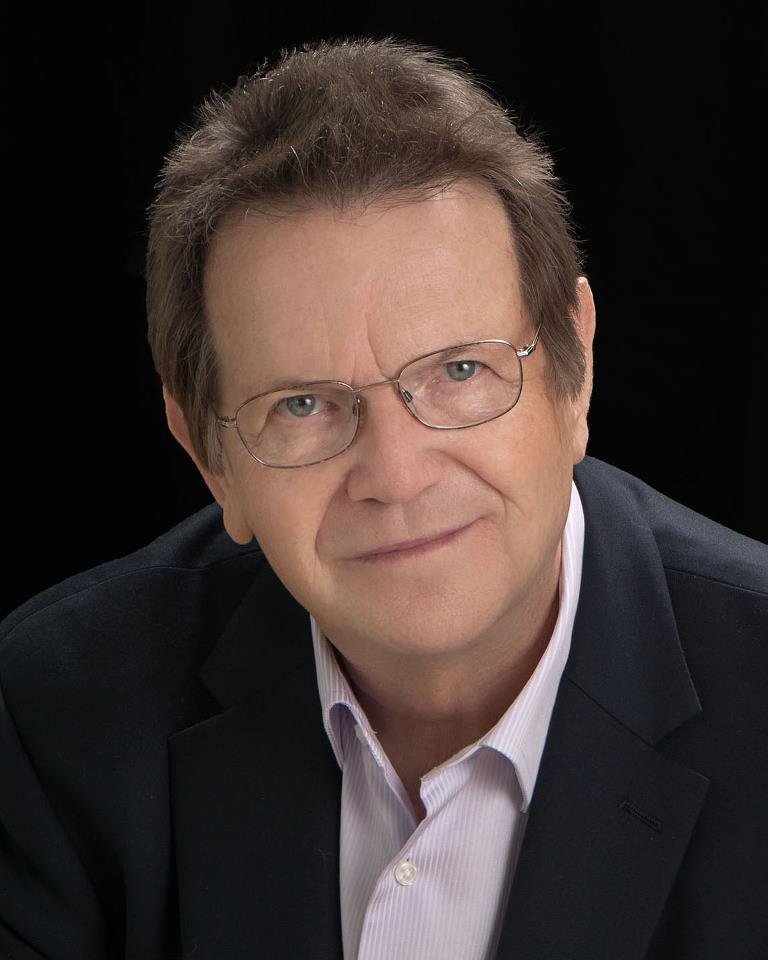
Reinhard Bonnke, 2014

Reinhard Bonnke (* 19. April 1940 in Königsberg in Ostpreußen; † 7. Dezember 2019 in Orlando, Florida, Vereinigte Staaten), in der Presse und von sich selbst mitunter auch als Mähdrescher Gottes bezeichnet, war ein deutscher Evangelist aus dem Bereich der Pfingstbewegung, der vor allem in Afrika wirkte.

## Leben und Wirken
Bonnke wuchs in einer frommen evangelikalen Familie im preußischen Königsberg auf, die am Ende des Zweiten Weltkrieges nach Schleswig-Holstein floh. Als Neunjähriger erhielt Bonnke nach eigenen Aussagen eine göttliche Berufung, als Missionar im Rahmen von Zeltmissionen nach Afrika zu gehen. Er übernahm dies als sein Lebensziel und prägte später Aussagen wie „Afrika soll gerettet werden“ oder „Ein im Blut Jesu gewaschenes Afrika“.
Nach einer kaufmännischen Ausbildung studierte er am evangelikalen Bible College of Wales in Swansea. Sein Vater gründete eine zur Pfingstbewegung gehörende Gemeinde in Flensburg, wo der junge Bonnke sieben Jahre als Pastor tätig war. Während dieser Zeit wurde er durch den Bund Freikirchlicher Pfingstgemeinden (BfP) ordiniert.
1967 begann er in Südafrika seine Tätigkeit als Missionar der Velberter Missionsgesellschaft unter der Leitung der südafrikanischen Apostolic Faith Mission (AFM). Ab 1968 übernahm er ein eigenständiges Gebiet: Lesotho.
1974 gründete Bonnke das Missionswerk Christ for all Nations (CfaN) mit Sitz in Witfield, einem Vorort von Johannesburg. Der kurz darauf gegründete deutsche Verein Christus für alle Nationen e. V. hatte seinen Sitz in Herrenberg, wurde jedoch später nach Solingen verlegt. Sein Missionszelt wurde im Jahr 1984 mit 34.000 Sitzplätzen als größtes Zelt der Welt ins Guinness-Buch der Rekorde eingetragen. Da die Apartheidspolitik Südafrikas die Evangelisationstätigkeit eines dort ansässigen Werkes im restlichen Afrika damals erheblich erschwerte, wurde die Zentrale im Jahr 1986 nach Frankfurt am Main verlegt. CfaN ist nach eigener Aussage keinem kirchlichen oder freikirchlichen Verband angegliedert, sondern arbeitet überkonfessionell. Von 1986 bis im Jahr 2009 war Stephen Mutua internationaler Direktor dieser Organisation, der auch die Veranstaltungen in Afrika vermitteln und organisieren konnte. Im Jahr 2000 fand in Lagos, der einstigen Hauptstadt Nigerias, die größte Evangelisation mit Bonnke statt, an der 1,6 Millionen Personen teilnahmen.
Im November 2017 führte er ebenfalls in Lagos seine Abschiedsevangelisation durch und übergab aus gesundheitlichen Gründen den Stab an seinen Mitarbeiter Daniel Kolenda.
Bonnke wohnte zuletzt in einem Appartement in der Nähe von Palm Beach in Florida. Er hinterließ nach seinem Tod im Dezember 2019 neben seiner Ehefrau Anni, mit der er seit 1964 verheiratet war, drei erwachsene Kinder.

## Missionarisches Selbstverständnis
Bonnkes Missionstätigkeit auf dem afrikanischen Kontinent war geprägt durch mehrtägige Großveranstaltungen, die in der Regel abendliche Evangelisationen und kleinere, morgens stattfindende „Feuerkonferenzen“ für örtliche Pastoren und Gemeindemitarbeiter anboten. Seine Veranstaltungen erreichten ein Publikum von mehreren hunderttausend Menschen und wurden von lokalen christlichen Gemeinden nahezu aller Denominationen unterstützt.
In seiner eigenen Terminologie unterschied Bonnke zwischen missionarischem und evangelistischem Wirken. Er erweiterte das Aufgabenfeld des Evangelisten gegenüber dem des Missionars insofern, als dieser sich generell an „unbekehrte Menschen“ richtet, nicht nur an solche, die faktisch einer anderen Religion angehören. Dabei verstand er das Ziel seiner Tätigkeit in der Bekehrung als einer formalen Zustimmung zum christlichen Glauben. Dies erfolgte zunächst unabhängig von Taufe oder Kirchenmitgliedschaft. Die „Bekehrten“ wurden aufgefordert, sich den Gemeinden und Kirchen vor Ort anzuschließen. Die nach Bonnkes eigener Schätzung 29 Millionen Bekehrungen (Stand: 2004), 55 Millionen (2010) und 80 Millionen Bekehrungen (2019) bezeichneten damit Personen, die durch das Ausfüllen einer sogenannten Entscheidungskarte signalisierten, dass sie fortan eine christliche Lebensführung praktizieren wollten. Die sogenannte Nacharbeit nach der Evangelisation obliegt den teilnehmenden Gemeinden und Kirchen vor Ort.
Seine Massenveranstaltungen endeten regelmäßig mit einem öffentlichen Bekehrungsaufruf und Gebeten für übernatürliche Heilung sowie Befreiung von dämonischen Geistern (Exorzismus) und auf der Stadt oder der Region lastenden Flüchen. Anschließend wurde Besuchern Gelegenheit gegeben, ein sogenanntes Zeugnis von empfangenen Heilungen zu geben.
Besonders spektakulär war die angebliche Totenauferweckung des nigerianischen Pastors Daniel Ekechukwu im Jahre 2001, die u. a. durch ein TV-Interview des US-amerikanischen Fernsehpredigers Pat Robertson mit Bonnke bekannt wurde. Solche Ereignisse wurden in der nigerianischen Gesellschaft kontrovers aufgenommen.
Spektakuläres Bühnenwirken nahm eine zentrale Rolle in der Dramaturgie der Veranstaltungen ein.
1994 startete Bonnkes Missionswerk Christus für alle Nationen ein Projekt, bei dem die evangelistische Broschüre Vom Minus zum Plus in allen Haushalten eines Landes per Postwurfsendung verbreitet wurde. Die Aktion begann in Großbritannien und wurde in mehreren Ländern, darunter Deutschland, Österreich, der deutschsprachigen Schweiz und Skandinavien fortgesetzt. Die internationale Gesamtauflage erreichte 93 Millionen. Im deutschen Sprachraum wurden 40 Millionen Broschüren verteilt, doch das Interesse und die Auswirkungen waren eher bescheiden.

### „Evangelism by Fire“
Über sein Selbstverständnis als Missionar und Evangelist hat Bonnke die Schrift Evangelism by Fire (deutscher Titel: Wenn das Feuer fällt) verfasst. Demnach sah er das Fundament seines Wirkens (wie auch jedes anderen Evangelisten) in Gottes Berufung („Salbung“), nicht jedoch in seiner theologischen Ausbildung. Die Berufung sei nicht hinterfragbar. Nicht Reflexion, sondern „Aktion“ sei die Substanz evangelistischer Autorität.
Bonnke sah sich als Evangelist in einem Spannungsfeld zwischen Gottes Berufung und den ständigen Angriffen des Teufels, darunter auch der öffentlichen Kritik an seiner Arbeit. Die Gefahr einer Immunisierung gegen jegliche Kritik sah Bonnke dabei nicht. Seinem Verständnis entsprechend seien Dialog und Kritik nur innerhalb einer (christlichen) Geistgemeinschaft sinnvoll und möglich. Es sei zwar wichtig, sich der Kritik der Feinde auszusetzen und sich von menschlichen Ratschlägen leiten zu lassen; indem er aber zwischen profanem und geistlichem „Feuer“ unterscheidet, sei jede außerhalb eines charismatischen Zusammenhangs geäußerte Kritik letztlich irrelevant.

## Kontroversen
Anhänger verehrten Bonnke als „Propheten“ und hoben seine Missionserfolge hervor. Gegner kritisierten seine Evangelisierungsmethoden, mit denen in Afrika Konflikte zwischen Christen und Muslimen entstehen würden, um die Kerngebiete des Islam zwischen dem 10. und 40. Breitengrad zu erreichen und zu gewinnen. Das Aufhetzen von Bevölkerungsteilen durch militante Muslime, zeitgleich zu einer Missionsveranstaltung von Bonnke 1991 in Kano, einer Hochburg des militanten Islamismus in Nordnigeria, führte zu schweren Ausschreitungen. Zeitweilig wurde der Ausnahmezustand ausgerufen. Es soll nach offiziellen Quellen dadurch mehrere Hundert Todesopfer gegeben haben. Daraufhin wurde Bonnke in Nigeria bis 1999 zur unerwünschten Person erklärt. Im Jahr 2000 predigte Bonnke im christlich dominierten Lagos im Südwesten des Landes und 2001 nur noch in den südlichen Gliedstaaten. Bonnke verzichtete später auf provokativ aufgezogene Großveranstaltungen in Regionen mit überwiegend muslimischem Bevölkerungsanteil.
Bonnkes Lehren zum Handeln des Heiligen Geistes, vor allem hinsichtlich Dämonenaustreibung und Wunderheilungen, sind umstritten. Während Bonnkes Lehre unter charismatischen Gemeinden überwiegend akzeptiert wird, gibt es in anderen Kirchen viele Vorbehalte gegenüber diesen spezifischen Überzeugungen. Kritisiert wird die von ihm proklamierte Verfügbarkeit über den Heiligen Geist, wenn bereits im Vorfeld einer Evangelisation Wunderheilungen und die Ausgießung des Heiligen Geistes angekündigt werden, was für Bonnke jedoch mit biblischer Lehre nach u. a. Markus 16,15–18 , Matthäus 10,1.8  sowie Lukas 9,1 ; 10,9  u. ö. vereinbar ist.
In seiner Autobiographie dementiert Bonnke dies jedoch: „Wenn ich heute für einen Menschen bete und die Person nicht geheilt wird, so weiß ich, dass ich niemals den Glauben dieser Person dafür verantwortlich machen kann. Je länger ich lebe, desto weniger behaupte ich, die Gedanken Gottes zu verstehen. Ich weiß nicht, warum manche geheilt werden und andere nicht. Ich weiß nur, dass es manchmal der Glaube eines Kranken ist, der ihn wiederherstellt, und manchmal der Glaube anderer Menschen.“

## Schriften (Auswahl)
- Evangelism by Fire. Keys for Effectively Reaching Others with the Gospel. Full Flame, Frankfurt am Main 2002, ISBN 978-3-935057-19-6.
- Living a Life of Fire, Orlando 2009.
  - deutsche Ausgabe: Im Feuer Gottes. Eine Autobiographie. ER-Productions, Frankfurt am Main 2012, ISBN 978-3-941124-12-7; Christus für alle Nationen, Lüdenscheid 2016.
- Even Greater Faith.
  - Glaube für das Unmögliche. Zwölf inspirierende Erlebnisse mit der Kraft Gottes, king2come, Hantsche & Wenski, Rinteln 2024, ISBN 978-3-986020-69-9.
- Du und der Heilige Geist: feurig oder feuerfest?, Christus für alle Nationen, Lüdenscheid 2017, ISBN 978-3-941124-85-1.